# Station Frisvadvej
Station Frisvadvej is een spoorweghalte in Varde, een dorp in Denemarken. De halte ligt aan de spoorlijn Varde - Tarm tussen de stations Varde en Varde Vest. Vlak bij Frisvadvej lag het ziekenhuis van Varde, maar dat is inmiddels gesloten. De halte wordt  bediend door de treinen van Esbjerg naar Nørre Nebel. 